# A&E (canal TV)
A&E este o rețea americană de televiziune cu plată, proprietatea emblematică a televiziunii A&E Networks. Are sediul central în New York și operează birouri în Atlanta, Georgia; Chicago, Illinois; Detroit, Michigan; Londra, Regatul Unit; Los Angeles, California și Stamford, Connecticut. Rețeaua se concentrează în principal pe programarea non-ficțiune, inclusiv documentații despre realitate, crimă adevărată, miniserie documentară și divertisment educațional.
Rețeaua a fost inițial fondată în 1984 ca Arts & Entertainment Network, concentrându-se inițial pe artele plastice, documentare (inclusiv seria sa de atunci, Biography)) și drame (inclusiv seriale importate din Regatul Unit). În 1995, rețeaua s-a revanșat ca A&E, în efortul de a reduce percepțiile negative ale programării artistice și de a comercializa în general rețeaua ca o alternativă „provocatoare de gândire” la alte canale de televiziune. În 2002, în detrimentul programării sale artistice, A&E a început să se concentreze treptat mai mult pe seriile de realitate pentru a atrage spectatori mai tineri. Până în 2017, rețeaua a eliminat treptat programele cu scenarii, ceea ce face ca realitatea să-și arate accentul principal.
În iulie 2015, A&E este disponibil pentru aproximativ 95 968 000 de gospodării cu televiziune cu plată (82,4% din gospodăriile cu televizor) din Statele Unite. Versiunea americană a canalului este distribuită în Canada, în timp ce versiunile internaționale au fost lansate pentru Australia, America Latină și Europa.

## Legături externe
- aetv.com, A&E's official website
- A&E Latin America Site
- AETN Corporate Site
- Biography
- History